# زحل أولجاي
زحل أولجاي (بالتركية: Zuhal Olcay)‏ ممثلة ومغنية تركية ولدت في 10 أغسطس 1957، أسكدار، إسطنبول.

## حياتها
كان والدها جواد اشناتش يعمل كحلاق للرجال، وكان والدتها سهيلة اشناتش ربة منزل.
وقد بدأت زحل بالتعليم المسرحي وذلك بعد ذهابها إلى أنقرة، وذلك بعد تشجيع عمتها لها التي كانت تعمل كمدرسة للبيانو في معهد الموسيقى.
وفي عام 1976 فقد أنهت دراستها العليا بالمعهد الموسيقي للدولة بأنقرة. وفي نفس العام تزوجت بصديقها في الدراسة سلجوق يونتيم. وبعدها بعدها بدأت الدراسة في لندن. وقد استمر زواجها بسلجوق يونتيم لمدة 3 سنوات فقط، وبعدها تزوجت زحل برجل الأعمال ظافر أولجاي، وبعدها انتقلت للمعيشة في إزمير، وبدأت في ذلك الوقت التمثيل في مسرح الدولة بإزمير. وفي عام 1981 أنجبت ابنتها جيرين.
واعتبارًا من عام 1983 فقد مثلت العديد من الأدوار في التلفزيون. وقد عرف اسمها لأول مرة وذلك من خلال حطام الصباع، ومن بعدها الفيلم التلفزيوني الموقد المطفى. وقد حصلت على جائزة في مهرجانات الأفلام، وبدأت من ذلك الأوقات في الانتشار ومعرفة الناس بها وبفنها.
وقد استمرت أولجاي في طريقها بالتمثيل بالسينما، وتمثيلها بالمسرح، وفي مارس 1986 حصلت على جائزة المسرح أفنى ديليجيل عن دور نينا. وفي عام 1988 فقد حصلت على جائزة الفن بأنقرة عن دور أيرما في بالكون. وفي عام 1989 فقد لعبت دور افيتا الموسيقية. وبنجاحها في الموسيقى، فقد بدأت عملها الموسيقى. وبعدها بيوم واحد بدأت اولجاي قامت بوضع الأغاني للافلام، ووضعت في ألبومها قطعة موسيقية ملحنة لأونو تونوش.
وفي عام 1989 فقد حصلت زحل اولجاي على جائزة أفضل ممثلة مسرحية، في مهرجان السينمائي الذهبي بألمانيا عن دورها في فيلم الوداع في الجنة، ومن بعدها قد حققت نجاحا دوليا.
وفي عام 1987 بعدما انفصلت زحل عن زوجها الثاني، فقد تزوجت بزوجها الثالث الممثل المسرحي في لندن هالوك بيلجنير في 1992. وفي عام 1990 فقد كانت جنبا إلى جنب مع هالوك بيلجنير بين مؤسسي المسرح الخاص في الاستديو بتركيا، وفي هذا المسرح فقد تصدرت أدوار البطولة في المسرحيات مثل الخداع، الاخوة في الدم، هستيريا، بالكون.
وقد عينت زحل أولجاي لعضوية رئاسة البلدية بباكيركوى، وذلك بسبب مشاركتها في بعض الأعمال والأجراءات السياسية.
استأجرت زحل اولجاى منزل في أوسكودار، وقامت بتأسيس استديو المسرح مع هالوك بعام 1996، وبجانب هذا مثلت معه مسرحية اطليوس في عام 1999. وكانت هذه هي أول مسرحية تقوم زحل بتمثيلها، وحصلت من خلالها على جائزة أفضل ممثلة امرأة كوميدية، وذلك من خلال جوائز مسرح عفيفة عن دورها في مسرحية الحديث الفارغ لستيفن بيركوف وهي أول مسرحية تمثل على مسرح اوتولياسى. وقد قام الزوجين في عام 2002 بأفتتاح مكان المسرح الذي أنشا في الشقة التي استأجروها في حي مودا. وقد انتهى زواج زحل أولجاي ببلينجير في عام 2004.
وقبل الدراسات الموسيقية قبل فاليرى ساكمان، وبعدها بولنت اورتشجيل، وبعدها استمرت بعمل حكايات صغيرة (أولجاى التي دخلت إلى قائمة الموسيقى بقطع جيدة) (1990)، الزوجين لاف (1991)، ممثلة (1993)، الخيانة (1998)، الأغاني المتقدمة (2001)، الأغاني المتقدمة 2 (2005) والعمل المشترك مع جنجيز اونرال.
وفي 2008 فقد قدمت برنامج عرض مباشر باسم (مفزحل) كل يوم خميس.

## أفلامها
-سنة جديدة-لندن: بيركون أويا -2007
-التكافلية: 2004
-ليس في أي مكان: تايفون بيرسليم أوغلو -2001
-ليل النوارس: 2000
-السينما في منتصف الضوء: 1999
-حبوب السيدة سالكيم: توميروس جيرتلى أوغلو-1999
-80 خطوة، توميروس جيرتلى اوغلو-1996
-تحت أجنحة أسطنبول، مصطفى ألتيكولر-1996
-كل شئ قيل عن الحب، 1995
-حكاية الخريف، يافوز أوزكان، 1994
-الوقت، 1993
-امرأتان، يافوز أوزكان، 1992
-السحابة السوداء في الحب: 1991
-الوجوه الخفية: انفجارات العمر، 1990
-مظاهر المد والجزر، ماهينور أرجون، 1989
-الوداع في الجنة، 1988
-الخطيئة، 1987
-بعد غد، وقبل أمس، 1987
-حفنة سكاى، 1987
-طريق الليل، عمر كافور، 1987
-قميص من النار، ضياء أوزتان، 1986
-طلب، 1986
-الشباب والأرملة: 1986
-الجناية في الفندق: 1986
-الطريق غير الأمن: 1985
-ينتهى الرصاص عصا عصا: 1985
-قلعة العبيد، 1985
-طموحات العاصفة، 1983

## الأدوار التي مثلتها
-عيد ( اللعبة) : موريا بوفينى، عائشة للإنتاج المسرحى، 2009
-ناتالى : بهيلبا بلاس باند، عائشة للإنتاج المسرحى، 2005
-الرحيل : توم كمبينسك، ورشة عمل للألعاب، 2000
-كلام فارغ : ستيفن بيركوف، ورشة عمل الألعاب، 1999
-بالكون : جان جينينه، أستديو المسرح، 1998
-هيستريا : تيرى جونسون، استديو المسرح،1997
-الأخوة بالدم : ويلى راسيل، استديو المسرح، 1991
-الخداع : هارولد بينتر، استديو المسرح، 1990
-أوعدك : ألكسى أربزوف، المسرح الوطنى بأسطنبول، 1986
-السنوات الأولى (روكسلون) : أورهان أسينا، المسرح الوطنى بأسطنبول،1985
-النورس : أنتون شيهوف، المسرح الوطنى بأسطنبول، 1985
-صيدلية الفضيلة : خلدون تانير، المسرح الوطنى بأنقرة،1982
-ديلى دمرول: غونغور ديلمان، المسرح الوطنى بأسطنبول، 1979
-عطيل : وليم شكسبير ، المسرح الوطنى بأنقرة ، 1978
-يوم السماح : أوتو فيشر، المسرح الوطنى بأنقرة، 1977
-سليم الثالث:جلال أيست ارسيفن/صلاح جيمجوز، المسرح الوطنى بأنقرة، 1977

## المسلسلات والأعمال التلفزيونية
-الطبقة الراقية: 2016
-حكاية حب، 2013
-العفة: فاروق تبير، 2011
-رحلة الأمل، 2010
-موضوعي، 2008
-لا تنساني: 2008
-الأزمنة البعيدة، سيردار أكار، 2007
-أشتقت إليك (مسلسل)، 2005
-أي تي شو، 2002
-يدبيته أسطنبول، تركان دريا، 2001
-المرأة بدون سقف، ماهينور أرغون، 1999
-القضايا المدنية، 1997
-الفنان بالاس، 1994
-سجلات الشاب انديانا جوز (إسطنبول، سبتمبر 1918)، 1993
-المكان المنتهي منه الربيع، 1989
-أيام من النار، 1987
-الجانب الآخر من الليلة، 1987
-لنفترض إسماعيل، 1986
-دمار الأصبع، 1985
-موقد المطفى، 1980

## أعمالها الفنية والموسيقية

### ألبومات منفردة
-هذه قصة صغيرة (1990)
-ممثلة (1993)
-الزوجين لاف (1996)
-الخيانة (1998)
-الأغاني المتقدمة (2001)
-الأغاني المتقدمة 2 (2005)
-حالات العشق (2009)

### الألبومات الأخرى
-مصعد الفيلم الموسيقى/التجمع (1999)
-أغاني بولنت اورتاتشجيل التي قيلت من اجله/مجمع (2000)
-مكان الموسيقى التصويرية (2002)
-توزيع النص الموسيقى/فاضل ساى (2003)
-أغاني الوعد/مجمع (2004)
-41 مرة ماشاء الله/مجمع (2006)
-ناظم/فاضل ساى (2006)
-بوب 2006/مجمع (2006)
-الاشتياق في عمر العشرين/ مجمع (2007)
-أغاني ورود الدنيا/مجمع (2008)
-المعجزة/مجمع (2008)
-30 عام مع بوغرا أوغور/مجمع (2008)

## الجوائز
1984: مهرجان الذهبي الواحد والعشرون بأنطاليا، جائزة أفضل ممثل مساعد (عاصفة العاطفة)
1985: مهرجان الذهبي الثاني والعشرون بأنطاليا، أفضل ممثلة (الطريق غير آمن)
1986: جائزة أفضل ممثلة مسرحية بأفنى دلجيل عن دور نينا في مارتى
1988: جائزة فنانة أنقرة عن دور أيرما في البالكون
1989: جائزة أفضل ممثلة عن فيلم شيردى في المهرجان الذهبي بألمانيا (الوداع في الجنة)
1989: مهرجان أنقرة الثاني، أفضل ممثلة مسرحية (قبل أمس، وبعد غد)
1990: مهرجان أنقرة الثالث، (مناظر المد والجزر)
1994: مهرجان أنقرة السادس، أفضل ممثلة مسرحية (حكاية الخريف)
1999: جائزة أفضل ممثلة كوميدية، من جوائز المسرح عفيفة (الحديث الفارغ)
2002: مهرجان إسطنبول السينمائي، أفضل ممثلة (في أي مكان)
2002: سياد جائزة السينما التركية، أفضل ممثلة (في أي مكان)
2003: مهرجان الفيلم في جوكتشياده، أفضل ممثلة (في أي مكان)
-جوائز مسرح عفيفة: أنجح ممثلة مسرحية للعام، ناتالى 2006.

## الروابط الخارجية
- زحل أولجاي على موقع IMDb (الإنجليزية)
- زحل أولجاي على موقع ألو سيني (الفرنسية)
- زحل أولجاي على موقع ميوزك برينز (الإنجليزية)
- زحل أولجاي على موقع أول موفي (الإنجليزية)
- زحل أولجاي على موقع قاعدة بيانات الأفلام السويدية (السويدية)
- زحل أولجاي على موقع ديسكوغز (الإنجليزية)
- زحل أولجاي على موقع قاعدة بيانات الفيلم (الإنجليزية)
- زحل أولجاي على موقع كينوبويسك (الروسية)

Mevzuhal.com Zuhal Olcay Fan Sitesi